# 雪羊
雪羊（学名：Oreamnos americanus），也叫洛磯山羊，尽管叫做“山羊”，但是一般不被科学家认为是山羊，因为它属于雪羊属。分布于北美洲。